# The Corrs
The Corrs is een Ierse band uit Dundalk bestaande uit zussen Sharon Corr (viool), Caroline Corr (drums), Andrea Corr (zang en tinwhistle) en hun broer Jim Corr (gitaar). Andrea beschrijft The Corrs als een band met een keltische pop-rockstijl. Het zijn vooral de tin whistle, de viool en in het bijzonder de stem van Andrea die het Ierse geluid aan de muziek van The Corrs geven.
Deze drie zussen en broer, die anno 2019 in Dublin, Madrid en Somerset wonen, deden ooit auditie voor de film The Commitments, waar zij ook in spelen. Later kregen ze een platencontract. The Corrs hebben bovendien enkele nummers opgenomen met Bono van U2. Deze zei een keer: "Great songwriters - in concert the loudest whisper I have ever heard, don't miss them."

## Biografie

### Beginjaren
Op 14 juni 1990 traden de drie zusjes Sharon, Caroline en Andrea samen met hun broer Jim Corr voor het eerst op tijdens voornoemde auditie. Daar ontmoetten ze hun huidige manager John Hughes. Daarvoor waren ze alle vier al actief bezig met hun muzikale carrière. Soms maakten ze muziek met elkaar of met hun ouders, die ook een eigen coverband hadden. In 1994 werden ze door de Amerikaanse ambassadeur Jean Kennedy Smith, die hen toevallig had ontdekt in een pub, uitgenodigd om op te treden tijdens de ceremonie van een wedstrijd van het WK voetbal in Boston. Daar werden ze al snel achtervolgd door platenbonzen, die hen een contract aan wilden bieden. Uiteindelijk kozen ze voor producer David Foster, die inmiddels al 14 Grammy's voor zijn producties in de wacht had gesleept.
In 1995 kwam hun eerste album, Forgiven, Not Forgotten, uit. De single Runaway daaruit werd in een aantal landen een bescheiden hit. Ze verkochten wereldwijd meer dan twee miljoen stuks van hun debuutalbum. In 1996 speelden ze tijdens de Olympische Spelen in Atlanta, en meteen daarna sloten ze zich als voorprogrammaband aan bij de wereldtournee van Céline Dion.

### Doorbraak
Hun tweede album, Talk on corners, werd een doorslaand succes, en daardoor kwam ook hun debuutalbum de albumlijsten binnen. In 1999 brachten ze het live-album Unplugged uit, waarmee ze definitief doorbraken in Nederland (vooral het nummer Radio werd een hit). In 2000 doken The Corrs weer de studio in om een nieuw album op te nemen.
Het vierde album, In Blue, bleek de grote hitmachine voor The Corrs, want achter elkaar kwamen de singles Breathless, Irrestible en Give me a reason hoog in de hitlijsten.
Ondertussen probeerden ze af te komen van hun ietwat brave imago. Hun clips werden steeds heftiger. Zo gooide gitarist Jim Corr in de clip voor Give me a reason een aantal stoelen door het raam, en gedroegen ook zijn zusjes zich niet echt als keurige zangeressen. In 2001 bracht de band het verzamelalbum The best of The Corrs uit, waarna een lange rustpauze volgde.
In 2004 kwam de groep weer terug met het album Borrowed Heaven. Dit bracht de singles Summer Sunshine, Angel en Long Night voort.
In 2005 brachten ze vervolgens Home uit, een ode aan de Ierse muziek, hun moeder en dus ook hun wortels. Op 17 november 2006 kwam een nieuwe verzamelaar uit: Dreams - The Ultimate Corrs Collection. Deze bevat 20 tracks, waaronder ook een nieuwe single: Goodbye. Het album verkocht echter minder goed dan de voorgaande cd's.

### Latere jaren
Na het driedubbele verzamelalbum The Works uit 2007 schakelden The Corrs als band een nog langere rustperiode in. Zowel Andrea en Sharon kwamen ieder met meerdere solo-albums, elk evenwel zonder commercieel succes. De rustperiode van de band werd ook gebruikt voor een leven buiten de schijnwerpers met gezinnen. De drie zussen bevielen allemaal van meerdere kinderen, en ook Jim werd vader. In april 2015 verloren de bandleden hun vader, Gerry, 16 jaar na het overlijden van hun moeder, Jean. In november van datzelfde jaar maakte de band een langverwachte comeback met het album White Light. De eerste single daarvan werd Bring on the night. Vanaf 2016 startten The Corrs tevens een nieuwe tour. En in 2017 verscheen hun zevende studioalbum, Jupiter Calling.

## Discografie

### Albums
| Album met eventuele hitnotering(en) in de Nederlandse Album Top 100 | Datum van verschijnen | Datum van binnenkomst | Hoogste positie | Aantal weken | Opmerkingen           |
| ------------------------------------------------------------------- | --------------------- | --------------------- | --------------- | ------------ | --------------------- |
| Talk on Corners                                                     | 1997                  | 08-11-1997            | 13              | 95           |                       |
| The Corrs Unplugged                                                 | 1999                  | 27-11-1999            | 3               | 110          | Opnames MTV Unplugged |
| Forgiven, Not Forgotten                                             | 1995                  | 26-02-2000            | 38              | 48           |                       |
| In Blue                                                             | 2000                  | 22-07-2000            | 2               | 48           |                       |
| Best of The Corrs                                                   | 2001                  | 27-10-2001            | 6               | 24           | Verzamelalbum         |
| Borrowed Heaven                                                     | 2004                  | 05-06-2004            | 4               | 26           |                       |
| Home                                                                | 2005                  | 01-10-2005            | 15              | 11           |                       |
| Dreams - The Ultimate Corrs Collection                              | 2006                  | 25-11-2006            | 71              | 7            | Verzamelalbum         |
| White Light                                                         | 2015                  | 05-12-2015            | 17              | 5            |                       |
| Jupiter Calling                                                     | 2017                  | 18-11-2017            | 31              | 1            |                       |

| Album met hitnotering(en) in de Vlaamse Ultratop 200 albums | Datum van verschijnen | Datum van binnenkomst | Hoogste positie | Aantal weken | Opmerkingen           |
| ----------------------------------------------------------- | --------------------- | --------------------- | --------------- | ------------ | --------------------- |
| Talk On Corners                                             | 1997                  | 08-08-1998            | 5               | 40           |                       |
| Forgiven, Not Forgotten                                     | 1995                  | 13-03-1999            | 43              | 3            |                       |
| The Corrs Unplugged                                         | 1999                  | 27-11-1999            | 2               | 39           | Opnames MTV Unplugged |
| In Blue                                                     | 2000                  | 22-07-2000            | 2               | 29           |                       |
| Best of The Corrs                                           | 2001                  | 27-10-2001            | 5               | 16           | Verzamelalbum         |
| Borrowed Heaven                                             | 2004                  | 05-06-2004            | 6               | 21           |                       |
| Home                                                        | 2005                  | 01-10-2005            | 14              | 12           |                       |
| Dreams - The Ultimate Corrs Collection                      | 2006                  | 09-12-2006            | 94              | 2            | Verzamelalbum         |
| White Light                                                 | 2015                  | 05-12-2015            | 32              | 13           |                       |
| Jupiter Calling                                             | 2017                  | 18-11-2017            | 30              | 5            |                       |

### Singles
| Single met eventuele hitnotering(en) in de Nederlandse Top 40 | Datum van verschijnen | Datum van binnenkomst | Hoogste positie | Aantal weken | Opmerkingen                               |
| ------------------------------------------------------------- | --------------------- | --------------------- | --------------- | ------------ | ----------------------------------------- |
| Dreams                                                        | 25-06-1998            | 18-07-1998            | tip10           | -            | Nr. 71 in de Single Top 100               |
| So Young                                                      | 16-11-1998            | 06-02-1999            | tip11           | -            | Nr. 63 in de Single Top 100               |
| Radio                                                         | 23-11-1999            | 12-02-2000            | 24              | 5            | Nr. 57 in de Single Top 100               |
| Heart Like a Wheel / Old Town                                 | 2000                  | -                     | -               | -            | Nr. 63 in de Single Top 100               |
| Breathless                                                    | 03-07-2000            | 29-07-2000            | 21              | 11           | Nr. 17 in de Single Top 100               |
| Irresistible                                                  | 03-10-2000            | 21-10-2000            | tip5            | -            | Nr. 79 in de Single Top 100               |
| Give Me a Reason                                              | 12-03-2001            | 03-03-2001            | tip9            | -            | Nr. 81 in de Single Top 100               |
| Would You Be Happier?                                         | 12-10-2001            | 20-10-2001            | 20              | 4            | Alarmschijf / Nr. 39 in de Single Top 100 |
| Summer Sunshine                                               | 07-05-2004            | 22-05-2004            | 29              | 6            | Nr. 20 in de Single Top 100               |
| Angel                                                         | 23-07-2004            | 14-08-2004            | tip11           | -            | Nr. 73 in de Single Top 100               |

| Single met hitnotering(en) in de Vlaamse Ultratop 50 | Datum van verschijnen | Datum van binnenkomst | Hoogste positie | Aantal weken | Opmerkingen |
| ---------------------------------------------------- | --------------------- | --------------------- | --------------- | ------------ | ----------- |
| Dreams                                               | 1998                  | 01-08-1998            | tip14           | -            |             |
| Breathless                                           | 2000                  | 29-07-2000            | 17              | 13           |             |
| Irresistible                                         | 2000                  | 11-11-2000            | tip3            | -            |             |
| Give Me a Reason                                     | 2001                  | 07-04-2001            | tip9            | -            |             |
| Would You Be Happier?                                | 2001                  | 27-10-2001            | tip5            | -            |             |
| Summer Sunshine                                      | 2004                  | 22-05-2004            | 46              | 2            |             |
| Angel                                                | 2004                  | 18-09-2004            | tip17           | -            |             |
| Bring On The Night                                   | 2015                  | 21-11-2015            | tip78           | -            |             |
| Stay                                                 | 2016                  | 06-02-2016            | tip39           | -            |             |

### DVD's / video's
- Live at The Royal Albert Hall (1998)
- The Corrs Unplugged (1999, opnames MTV Unplugged)
- Live at Lansdowne Road (2000)
- Live in London (2001)
- The Best of The Corrs (2002)
- All The Way Home / Live in Geneva (2-disc release) (2005)

| Dvd's met hitnoteringen in de Nederlandse Music Top 30 | Datum van verschijnen | Datum van binnenkomst | Hoogste positie | Aantal weken | Opmerkingen |
| ------------------------------------------------------ | --------------------- | --------------------- | --------------- | ------------ | ----------- |
| Live at Lansdowne Road                                 | 2000                  | 09-12-2000            | 2               | 2            |             |
| Live in London                                         | 2001                  | 24-11-2001            | 2               | 2            |             |
| All The Way Home - The history of the Corrs            | 2005                  | 26-11-2005            | 17              | 3            |             |

### NPO Radio 2 Top 2000
| Nummers met noteringen in de NPO Radio 2 Top 2000 | '03 | '04 | '05 | '06  | '07  | '08 | '09  | '10  | '11 | '12  | '13  |
| ------------------------------------------------- | --- | --- | --- | ---- | ---- | --- | ---- | ---- | --- | ---- | ---- |
| Breathless                                        | -   | -   | -   | -    | -    | -   | 1763 | 1956 | -   | 1876 | -    |
| Radio                                             | 470 | 628 | 682 | 1166 | 1349 | 935 | 1666 | 1970 | -   | 1705 | 1950 |

1. ↑  Een '-' betekent dat het nummer niet was genoteerd en een vetgedrukt getal geeft de hoogste notering van een nummer aan.
2. ↑  2003 was het eerste jaar met een notering voor The Corrs.
3. ↑  Deze tabel is bijgewerkt tot en met de laatste editie (2024).